# Charles Benedict Calvert

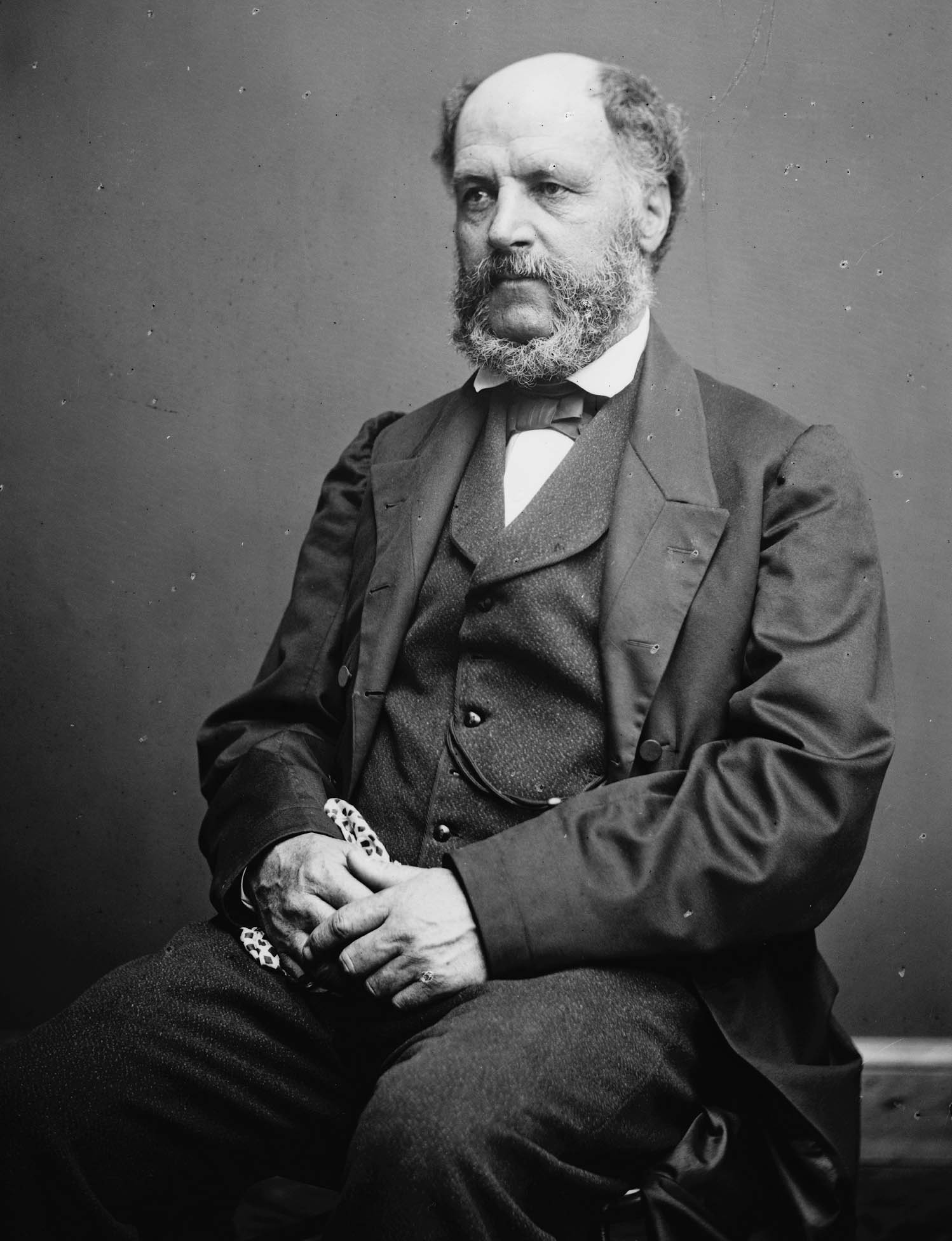
Charles Benedict Calvert

Charles Benedict Calvert (* 24. August 1808 in Riversdale, Prince George’s County, Maryland; † 12. Mai 1864 ebenda) war ein US-amerikanischer Politiker. Zwischen 1861 und 1863 vertrat er den Bundesstaat Maryland im US-Repräsentantenhaus.

## Werdegang
Calvert war der Sohn von George Calvert und Rosalie Eugenia Stier († 1821), deren Familie wegen der französischen Revolution mit ihrer Kunstsammlung aus Antwerpen geflohen war. Sein Vater stammte zur Linken Hand von Charles Calvert, 5. Baron Baltimore ab. Die etwa 400 ha große Tabak-Plantage Riversdale war zwischen 1801 und 1807 von den Stiers angelegt worden, bildete aber nur einen Teil ihrer Besitzungen. Henri-Joseph Stier d'Aertselaer (1743–1821) hatte den Bau des Hauses begonnen, es sollte seinen belgischen Wohnsitz Kasteel De Mick in Brasschaat nachahmen. Als Stier 1805 nach Belgien zurückkehrte, ließen Rosalie Stier und George Calvert den Bau vollenden.
Charles Calvert wurde zunächst zu Hause von Hauslehrern erzogen und besuchte dann die Bladensburg Academy, danach studierte er bis 1827 an der University of Virginia in Charlottesville. Danach half er seinem Vater bei Bewirtschaftung seiner Plantage mit 68 Sklaven sowie weißen Angestellten und der Pferdezucht. 1838, nach dem Tode seines Vaters erwarb er den Anteil seines Bruders und wurde damit Eigentümer von Riversdale.
1839 heiratete er Charlotte Augusta Norris († 1876), eine reiche Erbin aus Baltimore.
Gleichzeitig schlug er als Whig eine politische Laufbahn ein. In den Jahren 1839, 1843 und 1844 saß er im Abgeordnetenhaus von Maryland. Calvert engagierte sich in verschiedenen landwirtschaftlichen Organisationen. Er war Vorsitzender der landwirtschaftlichen Gesellschaft im Prince George’s County und der Agricultural Society of Maryland. Er setzte sich dafür ein, auf den durch den Tabakanbau erschöpften Böden der Plantagen Marylands Leguminosen anzubauen. Auf Bundesebene war er Vizepräsident der United States Agricultural Society. Calvert gründete das Agricultural Research College, aus dem im Jahr 1856 das Maryland Agricultural College hervorging. Er setzte sich vehement für die Schaffung eines Bundeslandwirtschaftsministeriums ein; dieser Vorschlag wurde erst nach seinem Tod verwirklicht. In den 1850er Jahren trat er der Know Nothing-Partei bei.
Bei den Kongresswahlen des Jahres 1860 wurde Calvert als Unionist im sechsten Wahlbezirk von Maryland in das US-Repräsentantenhaus in Washington, D.C. gewählt, wo er am 4. März 1861 die Nachfolge von George Wurtz Hughes antrat. Er sprach sich gegen die Sklavenbefreiung aus, nachdem die Sklaven in Maryland sich selbst befreit hatten, forderte er eine staatliche Entschädigung. Da er im Jahr 1862 auf eine erneute Kandidatur verzichtete, verließ er am 3. März 1863 den Kongress nach einer Legislaturperiode.

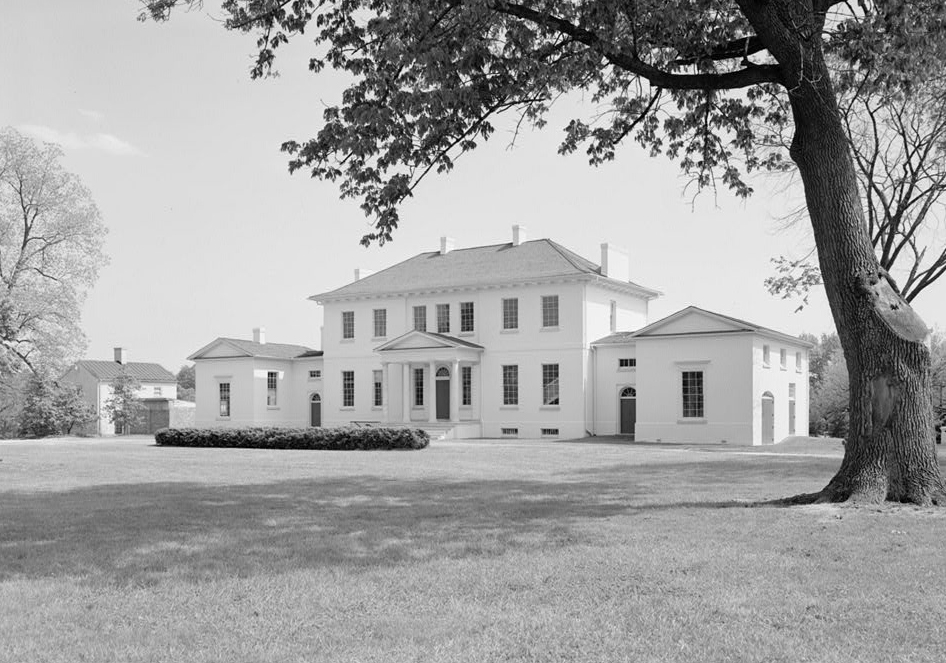
Herrenhaus von Riversdale

Charles Calvert kehrte auf seine Plantage zurück, wo er am 12. Mai 1864 starb; seine Frau 1876. Riversdale wurde 1887 an John Fox und Alexander Lutz aus New York verkauft. Das Haus ist heute ein Museum und wird von der Maryland-National Capital Park and Planning Commission verwaltet.
Ein Sklave Calverts, Adam Francis Plummer hatte in Verstoß gegen geltende Gesetze Lesen und Schreiben gelernt, seine Aufzeichnungen beschreiben sein Leben auf Calverts Plantage Riversdale, wo er von 1829 to 1870 arbeitete. Er heiratete Emily Saunders, eine Sklavin auf der Three Sisters Plantage in Lanham, mit der er sieben Kinder hatte. Nach einem Fluchtversuch wurden Emily und die Kinder an verschiedene Pflanzer verkauft und die Familie auseinandergerissen.